# Sartwellia gypsophila
Sartwellia gypsophila là một loài thực vật có hoa trong họ Cúc. Loài này được A.M.Powell & B.L.Turner miêu tả khoa học đầu tiên năm 1976.